# Под знаком Скорпиона (фильм, 1995)
«Под знаком Скорпиона» — российский историко-биографический многосерийный художественный телевизионный фильм, снятый на Творческом объединении «ТВК» Центральной киностудии детских и юношеских фильмов им. М. Горького по заказу РГТРК «Останкино» в 1995 году. Посвящён судьбе писателя Алексея Максимовича Горького после Октябрьской революции.

## Сюжет
Фильм представляет собой взгляд на события революционной эпохи в России глазами писателя Алексея Максимовича Горького, который весьма неоднозначно воспринял идеи Октябрьского переворота большевиков. Писатель, ранее призывавший Россию к борьбе за обретение свободы, в итоге стал заложником и слугой нового режима, а потом и его жертвой. Образ Горького раскрывается через призму его острых и непримиримых взаимоотношений с вождями революции, прежде всего с Лениным и впоследствии со Сталиным.

## В ролях
| Актёр                                 | Роль                                                          |
| ------------------------------------- | ------------------------------------------------------------- |
| Валерий Порошин                       | Максим Горький                                                |
| Рим Аюпов                             | Владимир Ленин                                                |
| Алексей Сафонов                       | Григорий Зиновьев                                             |
| Владимир Талашко                      | Феликс Дзержинский                                            |
| Игорь Кваша                           | Иосиф Сталин                                                  |
| Геннадий Сайфулин                     | Генрих Ягода                                                  |
| Виктор Степанов                       | Фёдор Шаляпин                                                 |
| Валерий Смецкой                       | Владислав Ходасевич                                           |
| Валерий Мызников                      | Корней Чуковский                                              |
| Ян Янакиев                            | секретарь Горького Пётр Крючков                               |
| Елена Аминова                         | гражданская жена Горького Мария Закревская-Бенкендорф-Будберг |
| Гоша Куценко (в титрах: Юрий Куценко) | сын Горького Максим Пешков (озвучивал Вячеслав Баранов)       |
| Иван Агапов                           | приёмный сын Горького Зиновий Пешков                          |
| Никита Джигурда                       | священник                                                     |
| Владимир Ровинский                    | офицер НКВД                                                   |
| Валентина Пугачёва                    | эмигрантка                                                    |
| Вадим Вильский                        | журналист                                                     |
| Сергей Варчук                         | эпизод                                                        |
| Владимир Скляров                      | эпизод                                                        |
| Виктор Терехов                        | эпизод                                                        |
| Игорь Муругов                         | нет в титрах Лев Троцкий                                      |

## Съёмочная группа
- Автор сценария: Александр Лапшин
- Режиссёр: Юрий Сорокин
- Оператор: Борис Дунаев
- Художник: Альфред Таланцев
- Композитор: Юрий Буцко
- Продюсер: Людмила Мишакова

## Дополнительные факты
- Съёмки фильма начались в 1992 году.[источник не указан 1477 дней]
- Премьера 1-й и 2-й серий была показана на Первом канале (ОРТ) 1 июля, а 3-й и 4-й серий — 2 июля 1996 года. Документальный финал фильма по сути, фактически представляет собой своего рода предвыборную агитацию против коммунистов в рамках проходившей тогда кампании по выборам президента РФ.